# 27 janvier 1897
Le 27 janvier 1897 est le 27e jour de l’année 1897 du calendrier grégorien. Il s'agit d'un mercredi.

## Événements
- Le voilier France I heurte le HMS Blenheim.
- Bataille de Bida. Le royaume de Nupe (Nigeria) est envahi par les Britanniques[1].

## Naissances
- Karl Oberg, général SS.
- Sergei Alexander Schelkunoff, physicien et mathématicien russe.
- Karel Lamač, acteur et réalisateur tchèque.

## Décès
- Edward Stevenson, missionnaire mormon.

## Art et culture
- Discours de Ulrich von Wilamowitz-Moellendorff, intitulé Weltperioden, « en l’honneur de l’anniversaire de sa Majesté, notre Empereur et Roi » (Guillame II, roi de Prusse et empereur allemand)[2].